# Moralisk antirealism
Moralisk antirealism, metaetisk term som innebär att man förnekar att det finns reellt existerande moraliska egenskaper. Antirealismen kan delas upp i två huvudkategorier: errorteoretiker (J.L. Mackie) och expressivister (Simon Blackburn, Allan Gibbard), beroende på om man anser att moraliska utsagor är sådana utsagor som kan vara sanna och falska eller inte.
Errorteoretiker menar att moraliska utsagor kan vara sanna och falska, och att de refererar till objektiva moraliska egenskaper, men eftersom det inte finns några sådana egenskaper måste alla moraliska utsagor vara falska. Alltså begår vi alltid ett misstag (error) när vi säger att någonting är rätt eller fel.
Expressivister (kan även kallas projektivister, eller med en äldre term, nonkognitivister) menar å andra sidan att moraliska utsagor bara är uttryck för något slags attityd eller inställning och kan således inte vara sanna eller falska. Expressivister har på olika sätt försökt förklara varför moraliska utsagor verkar se ut som om de skulle kunna vara sanna eller falska, och hur de kan spela samma roll som vanliga utsagor, till exempel i induktioner.
Gemensamt för de allra flesta moderna antirealistiska filosofer är att de inte menar att moralen är meningslös eller att alla moraliska åsikter är lika giltiga och att moralisk kritik och diskussion därmed blir meningslös. Snarare menar vissa antirealister (som till exempel Blackburn) att moralen framför allt har en praktisk roll: hellre än att hjälpa oss se eviga och objektiva sanningar finns den till för att hjälpa oss leva våra liv.